# كوزة غران (نقدة)
كوزة غران هي قرية في مقاطعة نقدة، إيران. عدد سكان هذه القرية هو 603 في سنة 2006.